# Músculos interósseos palmares
Os músculos interósseos palmares são pequenos músculos da mão que se originam dos corpos dos metacarpais e que ocupam o espaço compreendido entre dois desses ossos.
1. ↑  Valenzuela, Michael; Bordoni, Bruno (2025). «Anatomy, Shoulder and Upper Limb, Hand Palmar Interosseous Muscle». Treasure Island (FL): StatPearls Publishing. PMID 30725850. Consultado em 17 de março de 2025